# Adam Craig
Adam Craig (ur. 15 sierpnia 1981 w Bangor) – amerykański kolarz górski i przełajowy, brązowy medalista mistrzostw świata MTB.

## Kariera
Największy sukces w karierze Adam Craig osiągnął w 2007 roku, kiedy reprezentacja USA w składzie: Georgia Gould, Ethan Gilmour, Samuel Schultz i Adam Craig zdobyła brązowy medal w sztafecie cross-country podczas mistrzostw świata MTB w Fort William. W tym samym roku zdobył złoty medal w cross-country na igrzyskach panamerykańskich w Rio de Janeiro. Kilkakrotnie zdobywał medale mistrzostw kraju, w tym na najwyższym stopniu podium stawał w 2007 i 2008 roku. W 2008 roku wystąpił również na igrzyskach olimpijskich w Pekinie, gdzie rywalizację w cross-country ukończył na 29. pozycji. Startuje także w wyścigach przełajowych, w latach 2002 i 2003 był mistrzem USA w kategorii U-23.